# Битка код Виса
Поморска битка код Виса догодила се 20. јула 1866. у Јадранском мору крај острва Вис (у Вишком каналу). Завршила је победом мање аустријске флоте над већом италијанском. То је била прва већа поморска битка у којој су коришћени парни и гвоздени бродови, и једна од последњих у којој је коришћено намерно забијање брода у брод (кљунов удар).

## Позадина

### Италијански планови
Почетком трећег рата за уједињење Италије, италијанска флота, изразито надмоћнија од аустријске, предузела је маневар за освајање острва Вис. Италијанску флоту чинило је 11 оклопњача, 7 дрвених фрегата, 7 корвета и топовњача, 5 извиђачких бродова (авизо) и 3 пријевозна (транспортна) брода, а заповедао јој је италијански адмирал Карло ди Персано. Тај пловни састав испловио је из Анконе 16. јула и код острва Виса појавио се 18. јула ујутро. Адмирал Персано заповједио је саставу топовњача да у подручју острва Хвара пресјеку подводни телеграфски кабел Вис-Хвар-Сплит, према сјеверозападу упутио је два извидничка брода на 20 mi (32 km) од главнине пловног састава. Намјера му је била да с одредом оклопњача бомбардује Комижу и вишку луку, а с дрвеним фрегатама подручје Рукавца, те да се тако створе повољни услови за извршење десанта на острво Вис.

### Напад на Вис
Напад је започео у 10:30 и нимало није био синхронизован нити енергичан, па су се бродови који су бомбардовали Комижу и Рукавац, а након почетних неуспјеха, једноставно прикључили бродовима који су бомбардовали вишку луку с нешто више успјеха. Напад на вишку луку обновљен је и 19. јула с цијелом флотом, а прикључиле су се и топовњача Афондаторе и 3 пријевозна брода који су превозила око 2.200 војника намијењених за искрцавање на острво Вис, али ни овај пут нису се створили потребни услови за извођење десанта.

### Аустријски одговор
Аустријски адмирал Тегетоф, на темељу добијених података и извјештаја, закључио је да се код Виса не ради само о диверзији, па је заповједио свом пловном саставу да отплови из Пуле 19. јула у 13:30 према Вису.
Аустријска флота бројила је 7 оклопњача, један дрвени бојни линијски брод, 5 дрвених фрегата, једну корвету, 7 топовњача и 4 мања пароброда на точкове. Аустријска флота пловила је у дивизијској колони клинова (први клин оклопњаче, други клин дрвене фрегате, трећи клин топовњаче).  Италијански извиднички брод Есплораторе открио је аустријске бојне бродове и око 07:50 извијестио о њиховом доласку. Адмирал Персано прекида напад на вишку луку и са својим пловним саставом креће у сусрет противнику с намјером да му пресијече смјер.

## Битка
У 10:00 20. јула адмирал Тегетхоф заповједио је напад на противничке бродове. Италијанска флота пловила је у поретку колоне у смјеру сјевероистока, а изненадни и ненајављени прелазак адмирала Персана с заставног брода Ре д Италиа на брод Афондаторе збунио је заповједнике италијанских бродова, па они сада више не знају који је заповједнички брод кога треба да слиједе у бици, а дошло је и до нарушавања бојног реда у италијанској флоти.

### Аустријски продор
У 10:50, аустријске оклопњаче свом су силином „кљуновог удара“ продрле кроз италијански борбени поредак и започеле битку. Тим продором Тегетоф је постигао повољан однос и надмоћ оклопњача на кључном мјесту (7 : 6), а ту су се прикључили и аустријски дрвени бродови, док су италијанске дрвене фрегате несхватљиво остале ван битке.

### Борба у мешавини
Сада настаје тотална гужва, а густи црни дим подиже се с бојишта, па то све иде у прилог аустријским бродовима који су слабије наоружани. Долази до многих покушаја кљунових удара на обије стране, тобџије на бродовима не виде ама баш ништа, али се паљба отвара на слијепо и на врло малим удаљеностима. Аустријски заставни брод Фердинанд Макс у 11:30 кљуновим ударом потопио је италијанску оклопњачу Ре д'Ииталија,  којој је у међувремену отказало кормило. Око 12:15 битка је јењавала, аустријски бродови окупили су се у три колоне испред вишке луке, а италијански у двије колоне западно од њих. Но, битка тобџија на бродовима трајала је све до 14:00, а пола сата касније због ранијих оштећења и претрпљених погодака експлодирала је италијанска оклопњача Палестро.

## Последице
Италијани су у сутон обесхрабрени напустили бојиште на којем су изгубили двије оклопњаче и 643 морнара. На другој страни Аустријанци су изгубили 38 морнара.
Вишка битка представља прву борбу састава оклопљених бродова, и знатно је утицала на поморску тактику у другој половини 19. века. Иако ова битка није директно утицала на исход рата (Италија је добила Венецију са околином), италијанска јавност Вишку је битку доживјела врло трагично. Адмирал Персано изгубио је чин и удаљен из ратне морнарице.

## Спомен
Српски пјесник из Котора, Ристо Милић, је о овој бици написао (29.) пјесму Жалоспјев (у збирици пјесама Сербобранке, лиричне родољубне пјесме, 1870) и посветио ју је жртвама на аустроугарском војном броду, у којој су погинули и неки Бокељи, његови познаници и пријатељи. Преко 80 посто посада аустро-угарских бродова у овој бици чинили људи су из Истре, Лике, Далмације и Боке. Адмирал Максимилијан Даублебски фон Штернек, херој ове битке, је подигао цркву Светих Бокешких мученика у Крашићима, у спомен на ову битку.

## Видите још
- Уједињење Италије